# 敵区化教育
敵区化教育（てきくかきょういく）とは、朝鮮民主主義人民共和国（北朝鮮）の対南工作において大韓民国（韓国）の実情に適応するための韓国人化教育、適応訓練。韓国社会に同化することを目的とし、北朝鮮の工作員であることを疑われるのを回避するのに必須とされる。「以南化教育（いなんかきょういく）」ともいう。

## 概要
韓国に派遣される北朝鮮の工作員は、「エネマイゼーション（敵との同化）」のための訓練を必ず受ける。これは、同じ朝鮮民族であっても政治体制の違いや長期にわたる南北分断のために、社会、生活習慣、商品、言語が大きく違っているからである。北朝鮮の工作員であった安明進によれば、両国の経済水準・文化水準は日本人が思う以上に大きな落差があるという。
敵区化教育が本格的に展開されるようになったきっかけは、1987年の大韓航空機爆破事件の実行犯であった金賢姫元死刑囚が、逮捕後に転向し、韓国当局にすべてを自供してしまったということが大きく作用していた。すなわち、金賢姫は煙草に仕込まれた毒薬アンプルを噛んで自殺を試みたほどの忠実な革命家だったのであり、その後の彼女の「変節」は忠誠心の不足ではなく、韓国の実情に対して彼女があまりにも無知だったからであるとの判断を、朝鮮労働党中央党三号庁舎としては下したからであった。韓国当局に連行された後、彼女は韓国の自由さや豊かさを目の前にして、彼女が北で教え込まれてきた韓国のみじめで貧しい姿とはまったく異なるものだったので、自分はこれまで北朝鮮当局に騙されてきたのだという思いを強めたことが転向の原因だと判断したのである。
訓練は、工作員が韓国に侵入した場合に、方言も含めて韓国人とまったく同じ言語を駆使し、飲食店や喫茶店、旅館、交通機関を周囲に怪しまれることなく、自由かつ自然に利用できるよう行われる 。この訓練では、韓国人拉致被害者などの指導の下、韓国訛りの習得や、資本主義国である韓国の社会的・政治的文化の理解が深められる。ソウル特別市の地形や交通手段、石油パイプライン、電気網、電話網などについても、これらの地理空間情報を図示できるほどまでに仕込まれる。また、映画やテレビ、新聞、雑誌、書籍など多様な韓国メディアからさまざまな韓国情報を吸収し、芸能人やスポーツ選手の氏名や経歴の暗記、K-POPやダンスの習得もなされる。安明進は、ポンチャックをはじめとする韓国の歌謡曲60曲を歌詞をみないで最後まで1か所も間違えずに歌うという試験を受けた。
訓練生は、敵区化教育の過程で、孤立した北朝鮮の外側に広がる世界を初めて味わうこととなる。また、買い物の仕方や洋服など品物の選び方、支払いのしかた、日用品の使用方法や価格、商品名などは、平壌直轄市龍城区域の地下トンネルに設けられた「以南化環境館」において実地訓練を受ける。ここには、韓国のものに似せた商店などが100軒以上あり、韓国の運転免許証や住民登録票、パスポート、査証（ビザ）、金融機関の預金通帳などあらゆる書類が備わっていた。
韓国各地の方言についても、ソウルはもちろん慶尚道方言、全羅南道光州市方言、済州島方言まですべて駆使できなくてはならず、安明進はテレビドラマや映画だけでも300巻以上鑑賞したという。韓国からの拉致被害者や越北者の話す内容を見せられて、その内容を書き取りするといった訓練もなされた。
訓練は短い場合は6カ月から8カ月、長い場合は2年間にわたって行われる。安明進の場合は、金正日政治軍事大学在学中に5か月間「以南化環境館」のなかで暮らし、卒業後も50日間、そこで教育を受けた。